# Списак географа
За сваку науку па и за географију постоје људи, научници, који су допринели да се та наука уобличи и комплетира.
Географија као наука је највећи процват доживела у 19. и првој половини 20. века.
Овде је списак најзначајнијих географа са њиховим биографијама (хронолошки према години рођења)
Српски географи
- Јован Цвијић (1865—1927)
- Атанасије Пејатовић (1875—1903)
- Јевто Дедијер (1880—1918)
- Павле Вујевић (1881—1966)
- Боривоје Ж. Милојевић (1885—1967)
- Петар С. Јовановић (1893—1957)
- Војислав С. Радовановић (1894—1957)
- Атанасије Урошевић (1898—1992)
- Милисав Лутовац (1901—1988)
- Душан Дукић (1923—2013)
- Милорад Васовић (1925—2005)
- Јован Илић (1928—2009)
- Ђуро Марић (1949—2015)
- Стеван Станковић (1940)

Хрватски географи
- Андрија Мохоровичић (1875—1936)

Чешки географи
- Јаромир Корчак (1895—1989)

Светски географи
- Албрехт Пенк (1858—1945)
- Август Леш (1906—1945)